# Джо Дейвис (окръг, Илинойс)
Окръг Джо Дейвис (на английски: Jo Daviess County) е окръг в щата Илинойс, Съединени американски щати. Площта му е 1603 km², а населението - 22 289 души (2000). Административен център е град Галина.